# Đỗ Kính Tu
Đỗ Kính Tu (chữ Hán: 杜敬脩; 1152 – 1216) hay Lý Kính Tu (李敬脩) là một đại thần nhà Lý trong lịch sử Việt Nam.

## Quê quán
Đỗ Kính Tu quê ở làng Hậu Ái. Hậu Ái sau là một thôn thuộc tổng Phương Canh, huyện Từ Liêm, tỉnh Hà Đông. Nay là thuộc xã Vân Canh, huyện Hoài Đức, thành phố Hà Nội.

## Sự nghiệp
Năm 18 tuổi, Đỗ Kính Tu trúng cử kỳ thi võ và tham gia quân đội. Đến năm 33 tuổi, đỗ khoa thi tam giáo, vào triều làm quan đến các chức Thái úy, kiểm hiệu Thái bảo.
Năm 1182, sau khi Thái úy Tô Hiến Thành mất, Đỗ Kính Tu được giữ chức Đế sư (thầy dạy học cho vua nhỏ Lý Cao Tông), ngăn chặn và chấm dứt hoàn toàn âm mưu phế lập của Chiêu Linh thái hậu. sau giữ chức Quốc sư phụ chính thời Lý Cao Tông.
Cuối thời Lý, vùng Đại Hoàng nổi dậy chống triều đình do Phí Lang cầm đầu. Năm 1204, Đỗ Kính Tu được sai đem quân tới đánh dẹp. Triều đình không giành được thắng lợi, vùng Đại Hoàng vẫn trong tình trạng ly khai trung ương tới tận thời Trần. Theo thần tích, Đỗ Kính Tu biết Phí Lang vốn là quan quân, do bất mãn với gian thần Đàm Dĩ Mông mới nổi dậy, nên Đỗ Kính Tu chỉ đánh lấy lệ rồi rút quân.
Năm 1210, trước khi mất, Lý Cao Tông cho gọi Đỗ Kính Tu để ký thác. Lý Cao Tông mất, Đỗ Kính Tu phò Thái tử Sảm lên ngôi, tức vua Lý Huệ Tông, vì vậy được ban quốc tính, nên còn gọi là Lý Kính Tu. Tuy nhiên, quyền lực sau đó lại rơi vào trong tay Tô Trung Từ rồi Trần Tự Khánh.

## Cái chết
Theo thần tích ở thôn Hậu Ái, để chống lũ, Lý Kính Tu đứng ra liên lạc với các làng, rồi thống nhất cho người đào ngòi Trầm Động  từ Đồng Trầm thuộc thôn Hậu Ái, qua địa phận các thôn Kim Hoàng, An Trai, Hòe Thị, Thị Cấm, đến cửa chùa Linh Ứng ra sông Nhuệ. Trong triều có người vì việc đó tấu rằng Lý Kính Tu mưu phản, Lý Huệ Tông cho người xét tội. Lý Kính Tu uất ức, bèn trầm mình ở bãi Quân Thần (thuộc Từ Liêm) tự vẫn.
Về bi kịch này, Phan Huy Chú đã viết: “Vỗ về dân xã, dẹp yên giặc giã, dự hàng công lớn mà bỏ mình vì bọn quyền thần tàn bạo”.
Theo Nguyễn Vinh Phúc, có khả năng Lý Kính Tu bị mưu sát bởi âm mưu của thế lực họ Trần trong triều. Tương truyền, đó là năm 1216.
Còn lưu truyền huyền thoại, trước lúc ông lên ngựa để phi ra sông Hồng (quãng Thượng Cát bây giờ) ông đã gọi đủ bảy người gồm vợ và thê thiếp, khuyên họ khi ông chết nên tái giá vì họ còn trẻ, nhưng cả bảy người không nghe và họ đã tuẫn tiết trước ngựa của ông. Ở thôn Hậu Ái bây giờ còn miếu thờ bảy nàng, không xa mộ của ông là mấy.
Các đời vua phong sắc: Tế Thế Hựu Dân, Hiền Lương Dực Bảo, Khai Quốc Đại Vương... 

## Thờ phụng
Đỗ Kính Tu được dân làng Hậu Ái lập đền thờ và tôn làm Thành hoàng làng. Năm 1914, đền được tu sửa thành đình. Năm 1989, đình Hậu Ái và lăng mộ Đỗ Kính Tu được Bộ Văn hóa - Thông tin xếp hạng Di tích văn hóa lịch sử quốc gia.

## Trong văn hoá đại chúng
| Năm  | Tác phẩm            | Diễn viên  |
| 2013 | Thái sư Trần Thủ Độ | NSND Đỗ Kỷ |